# Neoparoecus gorodkovi
Neoparoecus gorodkovi är en tvåvingeart som beskrevs av Shatalkin 1993. Neoparoecus gorodkovi ingår i släktet Neoparoecus och familjen lövflugor. Inga underarter finns listade i Catalogue of Life.